# نهر خون
نهر خون (به انگلیسی: Blood Creek) فیلمی آمریکایی در ژانر درام، ترسناک فراطبیعی به کارگردانی جوئل شوماخر محصول سال ۲۰۰۹ است. از بازیگران این فیلم می‌توان به هنری کویل، دامینیک پرسل، مایکل فاسبندر، اما بوث و شیا ویگهام اشاره کرد.